# Catacomba ad clivum Cucumeris
La catacomba ad clivum Cucumeris è una catacomba di Roma, posta sulla via Salaria vetus, la cui identificazione è incerta.

## Descrizione
Le fonti antiche localizzano questa catacomba sulla Salaria vetus, che corrisponde all'odierna direttrice via Paisiello-via Bertoloni-via Oriani, e la pongono come ultima in ordine topografico uscendo da Roma, dopo le catacombe di San Panfilo e di Sant'Ermete. La Notitia ecclesiarum urbis Romae, guida per pellegrini del VII secolo, invitava i fedeli, dopo aver visitato la catacomba di San Valentino sulla via Flaminia, a spostarsi sulla via Salaria e, prima di giungere a Sant'Ermete, a visitare il cimitero di San Giovanni ad clivum cucumeris (letteralmente "alla salita del cocomero" o del "cetriolo").
Essa risulta denominata in vario modo: sancti Ioannes ad clivum cucumeris, septem palumbae, coemeterium ad caput sancti Iohannis. Il riferimento è al presbitero Giovanni, che avrebbe subito il martirio della decapitazione all'epoca di Flavio Claudio Giuliano: la testa era conservata in una basilica nel sopraterra, mentre il resto del corpo era sepolto nella catacomba. Oltre a Giovanni, le fonti antiche attestano la presenza di altri martiri: Liberale, Diogene e Bonifacio, Festo e Basto, e Longino.
Pasquale Testini ipotizzò una posizione in corrispondenza della zona dell'Acqua Acetosa, mentre altri identificano il clivum cucumeris con la via Francesco Denza, strada con una forte pendenza, che si stacca dalla direttrice stradale che corrispondeva alla Salaria vetus, e volge in direzione della via Flaminia. Le ricerche effettuate tra il 1954 e il 1955 da padre Umberto Maria Fasola, in un'area compresa tra le vie Denza, Bertoloni e Mercalli lo portarono ad annunciare di aver scoperto la catacomba. Nuovi studi la situano su un diverticolo della via Salaria vetus all'altezza di via Denza e via Oriani.